# Casa museo Marino Moretti
La Casa museo Marino Moretti è una casa museo di Cesenatico, in provincia di Forlì-Cesena. Ha sede in via Marino Moretti, n. 1, lungo il Porto Canale Leonardesco.
Essa è dedicata al letterato crepuscolare Marino Moretti (1885-1979) di cui conserva manoscritti e opere e parte della biblioteca, ad oggi composta di 6000 volumi.
Casa Moretti è anche un centro studi di letteratura; organizza ogni anno il "Premio Moretti per la filologia, la storia e la critica nell'ambito della letteratura italiana dell'Otto-Novecento".